# Yang Shangkun
Yang Shangkun (= 楊尚昆T, 杨尚昆S, Yáng ShàngkūnP; Contea di Tongnan, 5 luglio 1907 – Pechino, 14 settembre 1998) è stato un politico e militare cinese, presidente della Repubblica Popolare Cinese dal 1988 al 1993.

## Biografia

### Gli anni della rivoluzione
Nato a Shuangjiang, nel Sichuan, Yang frequentò la scuola normale di Chengdu prima di fare ritorno a casa negli anni Venti; nello stesso periodo, veniva fondato il Partito Comunista Cinese, di cui il fratello maggiore di Yang, Yangong, fu un membro del Comitato Esecutivo Centrale. Ciò esercitò indubbiamente una grande influenza sulla formazione del giovane Shangkun, che nel 1925 entrò nella Lega della Gioventù Comunista Cinese e, nel 1926, nel PCC stesso. Successivamente, si recò a Mosca, dove studiò presso l'Università Sun Yat-sen.
Tornato in Cina come membro dei 28 bolscevichi, Yang partecipò alla Lunga marcia nell'unità comandata da Zhang Guotao, e sostenne Mao Zedong quando questi rovesciò la direzione di Wang Ming, che aveva arrecato gravi danni ai comunisti cinesi. Quando però anche Zhang si scontrò con Mao e decise di lasciare la Lunga Marcia, Yang e un altro compagno rubarono i documenti segreti di Zhang e si diedero la fuga, portandoli alle forze fedeli a Mao.

### Nella Cina popolare
Dopo la vittoria comunista del 1949, il ruolo di Yang nella neonata Repubblica Popolare Cinese si rafforzò gradualmente. Nel 1956 entrò nel Comitato centrale del Partito Comunista Cinese, e durante il dibattito sul Grande Balzo in Avanti si schierò con Liu Shaoqi (che ne sosteneva l'interruzione a favore di misure economiche più liberali) e contro Mao (che invece ne sosteneva la continuazione, per mettere a punto la trasformazione socialista dell'economia cinese).
Con lo scoppio della Rivoluzione Culturale, Yang venne accusato dalle Guardie Rosse di essere un revisionista e di avere spiato su Mao. Nel 1966, proprio allo scoppio della Rivoluzione, venne deposto dal Comitato Centrale e scomparve dalla scena politica.
Yang venne riabilitato solo nel 1978 sotto Deng Xiaoping, a sua volta un ex alleato di Liu, e nel 1979 venne eletto membro del Comitato centrale del Partito Comunista Cinese e del suo Ufficio Politico. Yang era conosciuto per un approccio aggressivo nei confronti degli oppositori delle riforme economiche di Deng, così come verso chi rivendicava anche riforme politiche che alleggerissero la supremazia del PCC.

### La presidenza
Nel 1988, Yang Shangkun venne eletto presidente della Repubblica Popolare Cinese. Visto che all'epoca il potere effettivo era detenuto da Deng Xiaoping, in qualità di presidente della Commissione Militare Centrale, e in buona parte da Li Peng, primo ministro, la presidenza era perlopiù un ruolo cerimoniale.
Le cose cambiarono nel 1989. Quando cominciarono le proteste studentesche, Yang inizialmente parve favorire il segretario generale del Partito, Zhao Ziyang, che proponeva un approccio diplomatico; quando Zhao venne rimosso, però, Yang si schierò prontamente con Deng e usò i propri poteri presidenziali per dichiarare la legge marziale. Alla repressione di Pechino partecipò anche Yang Jianhua, nipote di Shangkun. In ogni caso, la repressione costrinse Deng a lasciare la Commissione Militare, permettendo a Yang di acquisire maggiore influenza.
Nel 1992, volendo Deng lasciare il potere a Jiang Zemin, Yang non fu rieletto nel Comitato Centrale. Nel 1993, scaduto il mandato da presidente della Repubblica, si ritirò dalla vita politica. È considerato uno degli otto anziani del Partito Comunista Cinese.